# Philiberte de Savoie
Philiberte de Savoie, duchesse de Nemours, mentionnée à partir de 1498 et morte le 4 avril 1524, à Virieu-le-Grand (département de l'Ain), est une aristocrate, marquise de Gex, vicomtesse de Bridiers, dame de Fossan en Piémont, de Chanas, d'Yenne, du Bourget (Duché de Savoie), de Modon, de Saint-Julien (Genevois), de Poncin, de Cerdon, de Virieu-le-Grand (Bugey), de Billia, de Bruyères (Poitou), de Tours et de Flés en Saintonge.

## Biographie

### Origines
Philiberte de Savoie naît avant ou vers 1498. Elle est la fille du Duc de Savoie Philippe II († 1497) et de sa seconde épouse Claudine de Brosse († 1513).
Deux de ses frères, Philibert († 1504), puis Charles († 1553) succèdent à leur père.

### Mariage
Philiberte de Savoie est promise le 10 mai 1513 à Julien de Médicis, duc de Nemours. Le grand-chambellan, François (II) Mareschal-Meximieux est chargé de l'accompagner. Les noces ont lieu le 10 février 1515, à Turin.

### Veuvage et mort
Veuve l'année suivant son mariage, en 1516, elle s'intéresse peu à peu vers la foi protestante, sans s'en réclamer ouvertement,.
En 1524, son frère, Charles III de Savoie, lui vend la baronnie du Bourget. Le château est laissé à l'abandon et tombe peu à peu en ruines. À sa mort, il retournera dans les possessions du duc de Savoie.
Philiberte de Savoie meurt le 4 avril 1524 dans le château de Virieu-le-Grand, en Bugey,.